# Olivier Chevallaz
Olivier Chevallaz (* 12. Mai 1946, heimatberechtigt in Montherod) ist ein Schweizer Politiker (FDP).
Chevallaz studierte an der Universität Lausanne und schloss mit dem Lizentiat der Wirtschafts- und Betriebswissenschaften ab. Er arbeitete in verschiedenen Unternehmen im Bereich Tourismus. Von 1990 bis 1993 gehörte er dem Stadtrat von Lausanne an und führte dort die Finanzdirektion. Zum 25. November 1991 wurde er in den Nationalrat gewählt und schied zum 16. Juni 1995 vorzeitig aus der Grossen Kammer aus.
Er ist verheiratet, hat zwei Kinder und wohnt in Les Moulins.